# Meurtres à Amiens
Pour plus de détails, voir Fiche technique et Distribution.
Meurtres à Amiens est un téléfilm français de la collection des Meurtres à..., écrit par Natascha Cucheval et Cécile Lorne, et réalisé par Vincent Trisolini.
Le tournage a lieu du 17 novembre au 14 décembre 2021 en région des Hauts-de-France.

## Synopsis
À Amiens, le capitaine Louis Monet et sa nouvelle adjointe Léa Barnier doivent apprendre à collaborer lorsque le corps sans vie de Charlotte Jelenski est retrouvé sur une nacelle de manège en forme de Nautilius au cœur des hortillonnages de la capitale picarde. Le projet de Charlotte d'inaugurer un parc d'attraction sur le thème de l'oeuvre de Jules Verne va amener les deux enquêteurs sur les traces de l'auteur, jusqu'au Crotoy, où un drame d'adolescence a eu lieu il y a des années.

## Fiche technique
- Réalisateur : Vincent Trisolini
- Scénario : Natascha Cucheval et Cécile Lorne, d'après une idée de Cécile Lorne
- Sociétés de production: Quad Drama, France Télévisions
- Producteurs : Iris Bucher et Roman Turlure
- Producteur exécutif : Marc Brégain
- Directeur de production : Eric Vedrine
- Casting : David Baranes et Guillaume Moulin
- Directeur de la photographie : François Languille
- Chef opérateur son : Joseph de Laage
- Compositeur : Baptiste Charvet
- Montage : Quentin Boulay
- Pays d'origine :  France
- Langue originale : français
- Genre : policier

## Distribution
Sauf indication contraire, les informations mentionnées dans cette section peuvent être confirmées par la base de données cinématographiques IMDb,  présente dans la section « Liens externes ».
- Grégoire Bonnet : Louis Monnet
- Joyce Bibring : Léa Barnier
- Anne Loiret : Éléonore
- Celia Rosich : Charlotte Jelenski
- Aladin Reibel : Hervé Jelenski
- Janis Abrikh : Gasparg Granger
- Xavier Robic : Mathieu Jaffert
- Anthony Goffi : Max Bernier
- Julien Desjardins : Thomas Charasse
- Pascal Casanova : Paul Chevrier
- Marion Zaboïtzeff : Muriel Costello
- Édouard Court : Killian Decours
- Mohammed Makhtoumi : Conservateur du Musée Jules Verne
- Raphaèle Bouchard : Claudia Roussel
- Coralie Emilion-Languille : Ginette Dubois

## Audiences
En France, le téléfilm rassemble 4,7 millions de téléspectateurs et 20,8% de part d'audience lors de sa diffusion le 3 septembre 2022 sur France 3.